# Armadillidium irmengardis
Armadillidium irmengardis är en kräftdjursart som beskrevs av Hans Strouhal 1956. Armadillidium irmengardis ingår i släktet Armadillidium och familjen klotgråsuggor. Inga underarter finns listade i Catalogue of Life.